# Haruder
Haruderna var en germansk folkgrupp, som omnämns första gången år 58 f.kr. av Julius Cæsar, i hans verk Kommentarer till gallerkrigen. De utgjorde då 24 000 av krigarna i alliansen med Alemannerna, som korsat Rhen-gränsen mellan Romarriket och Germania - under ledning av Ariovistus («Kungen av germanerna»). De tog del i en invasion av Gallien, och Ariovistus ställde krav på en tredjedel av Gallien (den bästa delen) till sina allierade haruder. Cæsar säger själv att germanerna inte gick till angrepp, för att deras kloka fruar menade att de borde vänta till näste nymåne för att kunna gå i krig. Detta kan tyda på att de är besläktade med cimbrerna. Alemannerna blev för övrigt slagna och drivna på flykt. Några blev kvar i Belgien, några i Niedersachsen, och andra drog sig tillbaka till Jylland.
Harz i Tyskland var bebott av haruder och alla städer i Harz med efterstavelsen -leben blev grundlagda av haruder.
I Geographia av Klaudios Ptolemaios' (Ca. år 90–168 e.kr.) nämns haruderna som en stam bosatt på östra Jylland i Danmark.
De kan ha utvandrat från Jylland till Norge före år 500 e.kr. och bosatt sig i områdena runt Hardanger och Bergen, i Hordalands fylke. I Hordaland finner man också ortnamn som Hordabø, Hordnes och Hordvik, som kan tyda på att haruderna också har varit bosatta nord om Bergenhalvön.
Ryvarden är en traditionell gräns för att skilja mellan Ryger och Horder.
Det finns mycket osäkerhet bland forskare när det gäller haruderna. De kan ha förflyttat sig från Danmark till Norge, men det är också möjligt att de kan ha kommit från Norge till Danmark.